# Centrotypus chrysopterus
Centrotypus chrysopterus är en insektsart som beskrevs av Chou och Yuan. Centrotypus chrysopterus ingår i släktet Centrotypus och familjen hornstritar. Inga underarter finns listade i Catalogue of Life.